# Papà Natale
Papà Natale (Santa's Workshop) è un cortometraggio di animazione del 1932 diretto da Wilfred Jackson. Il film è incluso nella collana Sinfonie allegre, prodotto da Walt Disney, basato sul personaggio di Santa Claus, uscito negli Stati Uniti il 10 dicembre 1932 e distribuito dalla United Artists.
Il corto fu distribuito nei cinema italiani anche col titolo La bottega di Babbo Natale.

## Trama
Si avvicina il giorno di Natale e al Polo Nord tutti i folletti e Papà Natale stesso si stanno dando da fare per far sì che tutto sia pronto in tempo. Gli elfi operano fuori la fabbrica dando una bella strigliata alle renne e lucidando la slitta, invece nell'edificio Babbo Natale sta ancora leggendo le lettere in continuo arrivo al suo segretario che controlla la lista dei buoni e dei cattivi.
Nella enorme sala della fabbricazione di giocattoli si assiste a varie cose: ogni nano ed elfo prepara il suo balocco con grande maestria ed arte, aiutandosi a volte con dei macchinari. Infine Babbo Natale è pronto per partire e suonando una trombettina fa camminare e andare nel sacco tutti i balocchi. Ormai è quasi Natale e il buon uomo sale sulla slitta e parte verso le case del mondo, sotto lo sfondo di un cielo pieno di neve e di una Luna che gli sorride augurandogli buon viaggio.

## Distribuzione

### Edizione italiana
Il corto fu distribuito in Italia il 15 dicembre 1977 e venne abbinato al film Le avventure di Bianca e Bernie con il titolo La bottega di Babbo Natale. Dopo essere stato pubblicato in lingua originale nel 1986 nella VHS Silly Simphonies, il corto fu ridoppiato nel 1997 dalla Angriservices Edizioni per la messa in onda televisiva. Questo doppiaggio fu poi incluso nella VHS Le più belle storie di Natale di Walt Disney e venne usato nelle varie occasioni successive.

### Cinema
- Le avventure di Bianca e Bernie (15 dicembre 1977)[1][2]

### Home video
Il film è stato inserito nel 1982 nella VHS del film L'asinello (con il doppiaggio del '77), nel maggio 1986 in Silly Symphonies (in lingua originale) e nel dicembre 2001 nel film di montaggio direct-to-video Le più belle storie di Natale di Walt Disney (con il ridoppiaggio del '97), senza i titoli di testa e di coda e collegato al sequel La notte di Natale. Il cortometraggio è stato incluso nel DVD Favoloso Natale con gli Amici Disney!.

## Sequel
Un anno più tardi verrà fatto un continuo del film intitolato La notte di Natale.